# Andrei Alexandrowitsch Kirillow
Andrei Alexandrowitsch Kirillow (russisch Андрей Александрович Кириллов; * 13. Januar 1967 in Kalinowo, Oblast Swerdlowsk) ist ein ehemaliger sowjetisch-russischer Skilangläufer.

## Werdegang
Kirillow hatte seinen ersten internationalen Erfolg bei den Nordischen Junioren-Skiweltmeisterschaften 1986 in Lake Placid. Dort gewann er die Goldmedaille mit der Staffel. Im folgenden Jahr holte er bei den Nordischen Junioren-Skiweltmeisterschaften in Asiago die Bronzemedaille über 10 km  und die Goldmedaille mit der Staffel. Sein erstes von insgesamt 32 Weltcupeinzelrennen lief er im Januar 1989 in Nové Město, das er auf dem 12. Platz über 30 km  klassisch beendete. In der Saison 1989/90 kam er viermal in die Weltcuppunkte. Dabei erreichte er in Örnsköldsvik mit dem siebten Platz über 30 km klassisch sein bestes Einzelergebnis im Weltcup und zum Saisonende mit dem 22. Platz im Gesamtweltcup sein bestes Gesamtergebnis. Bei den Olympischen Winterspielen 1992 in Albertville belegte er den 30. Platz über 10 km  klassisch, den 17. Rang im anschließenden Verfolgungsrennen und den fünften Platz mit der Staffel. Ende Februar 1992 siegte er beim Weltcup in Lahti mit der Staffel und errang im März 1992 in Funäsdalen den zweiten Platz mit der Staffel. In der Saison 1992/93 kam er achtmal in die Punkteränge und erreichte damit den 25. Platz im Gesamtweltcup. Beim Saisonhöhepunkt, den Weltmeisterschaften im März 1993 in Falun, holte er die Bronzemedaille mit der Staffel. In den Einzelrennen lief er dort auf den 13. Platz über 10 km  klassisch und auf den 12. Rang in der Verfolgung. Bei den Olympischen Winterspielen im folgenden Jahr in Lillehammer belegte er den 16. Platz in der Verfolgung, den 13. Rang über 10 km klassisch und den fünften Platz mit der Staffel. Sein letztes Weltcuprennen absolvierte er im März 1994 in Falun, das er auf dem 20. Platz über 30 km klassisch beendete.

## Teilnahmen an Weltmeisterschaften und Olympischen Winterspielen

### Olympische Spiele
- 1992 Albertville: 5. Platz Staffel, 17. Platz 15 km Verfolgung, 30. Platz 10 km klassisch
- 1994 Lillehammer: 5. Platz Staffel, 13. Platz 10 km klassisch, 16. Platz 15 km Verfolgung

### Nordische Skiweltmeisterschaften
- 1993 Falun: 3. Platz Staffel, 12. Platz 15 km Verfolgung, 13. Platz 10 km klassisch

## Platzierungen im Weltcup

### Weltcup-Statistik
Die Tabelle zeigt die erreichten Platzierungen im Einzelnen.
- 1.–3. Platz: Anzahl der Podiumsplatzierungen
- Top 10: Anzahl der Platzierungen unter den ersten zehn
- Punkteränge: Anzahl der Platzierungen innerhalb der Punkteränge
- Starts: Anzahl gelaufener Rennen in der jeweiligen Disziplin
- Hinweis: Bei den Distanzrennen erfolgt die Einordnung gemäß FIS.

| Platzierung         | Distanzrennen a | Distanzrennen a | Distanzrennen a | Distanzrennen a | Distanzrennen a | Skiathlon Verfolgung | Sprint | Etappen- rennen b | Gesamt | Team c | Team c  |
| Platzierung         | ≤ 5 km          | ≤ 10 km         | ≤ 15 km         | ≤ 30 km         | > 30 km         | Skiathlon Verfolgung | Sprint | Etappen- rennen b | Gesamt | Sprint | Staffel |
| ------------------- | --------------- | --------------- | --------------- | --------------- | --------------- | -------------------- | ------ | ----------------- | ------ | ------ | ------- |
| 1. Platz            |                 |                 |                 |                 |                 |                      |        |                   |        |        | 1       |
| 2. Platz            |                 |                 |                 |                 |                 |                      |        |                   |        |        | 1       |
| 3. Platz            |                 |                 |                 |                 |                 |                      |        |                   |        |        | 1       |
| Top 10              |                 |                 |                 | 2               |                 |                      |        |                   | 2      |        | 7       |
| Punkteränge         |                 | 4               | 3               | 9               |                 | 5                    |        |                   | 21     |        | 7       |
| Starts              |                 | 5               | 9               | 10              | 2               | 6                    |        |                   | 32     |        | 7       |
| Stand: Karriereende |                 |                 |                 |                 |                 |                      |        |                   |        |        |         |

### Weltcup-Gesamtplatzierungen
| Saison  | Platz | Punkte |
| ------- | ----- | ------ |
| 1988/89 | 50.   | 4      |
| 1989/90 | 22.   | 19     |
| 1990/91 | 31.   | 8      |
| 1991/92 | 44.   | 4      |
| 1992/93 | 25.   | 119    |
| 1993/94 | 32.   | 75     |